# 三德
三德，佛教術語，指佛的三種功德，法身德、般若德、解脫德。

## 法身德
法身德指佛的法身是金剛堅固真實體，能攝一切法的法身藏。

## 般若德
般若德指佛世尊能究竟般若的智慧，無上調御，圓滿一切種智。修學佛菩提道的菩薩，於初明心證真始獲初分般若德。未迴心的二乘人，僅修學解脫法故，唯能得解脫德。但二乘人所得之解脫德相較於佛陀其實仍是遠遠不及，因為二乘人能斷煩惱之現行，但煩惱之習氣隨眠卻絲毫不能斷。

## 解脫德
解脫德指如來究竟自在解脫。此通三乘，佛弟子修學證果，雖未得究竟，亦有少分解脫德，而能於現世、後世得自在。